# اسكانور (شخصية أنمي)
اسكانور هي شخصية من شخصيات أنمي ومانغا الخطايا السبع المميتة. الأمير الثاني لمملكة كاستيليو وهو صاحب حانة مثل ميليوداس. وقوته تكمن في تفاعله مع الشمس حيث يستمد منها قوته ويصبح صاحب قوة كبيرة جدًا، ومع حلول الليل تذهب قوته بأكملها ويصبح شخصا يخاف من القتال وما إلى ذلك، لذلك فهو ذو شخصيتين مختلفتين تختلف حسب الزمان. وقوته هذه تزداد كلما أشرقت الشمس وارتفعت حرارتها. ونظرا لقوته هذه التي تفوق 55000+ والتي مع كنزه المقدس قد تتجاوز الــ 110000، قد استطاع القضاء على بعض أعضاء الوصايا العشر؛ مثل جالان وميرسالين بقوة وصلت إلى 55060. خطيئته هي الكبرياء ورمزه هو الأسد.

## قوته
قوة إسكانور هي Sunshine / إشراق الشمس  وهي تنشط منذ طلوع الفجر وحتى مغيب الشمس ويزداد جسد إسكانور أثناء تلك الفترة قوةً وحجماً حتى يصل لذروة قوته عند الظهيرة ولمدة دقيقة يكون إسكانور بقوة لا متناهية ويسمى هذا الطور The one / الأوحد، قوة إسكانور لا تؤثر عليه جسدياً فحسب فشخصيته تتغير كلياً من رجل نحيل بمظهر  لطيف ليلاً إلى رجل بفخر وكبرياء كبيران نهاراً إلا أنه رغم ذلك لازال نفس الشخص من حبه للشعر ولمارلين.

## السلاح المقدس
سلاح إسكانور المقدس هو فأس قتال تسمى ريتا تقوم بتخزين طاقة الشمس المنبعثة منه خلال النهار وتسمح له بالتحول لهيئة النهار أثناء الليل باستخدام تلك القوة المخزنة، يعتبر سلاح إسكانور أثقل سلاح مقدس بين جميع أسلحة الخطايا السبع كما أن له ميزة استرجاع فيمكن للسلاح الاستجابة لندائه والعودة لحامله من أي مكان كمطرقة ثور.

## ماضيه
كان إسكانور الأمير الثاني لمملكة كاستيليو والابن الأخير للعائلة الملكية، لكن بسبب غيرة اخيه وقوته التي اعتبرتها العائلة لعنة اضطر للهروب من المملكة بمساعدة روزا وهي إحدى خادمات القصر وبعد مضى 15 عام عاد للمملكة ليجدها خراباً بعد أن هاجمها الهمج ولم يجد أثر لروزا منذ ذلك اليوم، بعدها تعرف إسكانور على مليوداس وميرلين وعرضا عليه الإنضمام للخطايا السبع المميتة.